# Montigny-lès-Vaucouleurs
Pour les articles homonymes, voir Montigny.
Montigny-lès-Vaucouleurs est une commune française située dans le département de la Meuse, en région Grand Est.

## Géographie

### Situation
Montigny-lès-Vaucouleurs est un village situé dans le sud de la Meuse, sur le ru Nicole, cours d'eau appelé également ruisseau de Montigny.

#### Communes limitrophes
| Villeroy-sur-Méholle        | Vaucouleurs              | Vaucouleurs              |
| Villeroy-sur-Méholle        | Montigny-lès-Vaucouleurs | Vaucouleurs              |
| Badonvilliers-Gérauvilliers | Neuville-lès-Vaucouleurs | Neuville-lès-Vaucouleurs |

### Hydrographie
La commune est dans le bassin versant de la Meuse au sein du bassin Rhin-Meuse. Elle est drainée par le ruisseau de Montigny et le ruisseau la Meholle,.
Le ruisseau de Montigny, d'une longueur de 11 km, prend sa source dans la commune de Badonvilliers-Gérauvilliers et se jette  dans la Meuse à Vaucouleurs, après avoir traversé cinq communes. 

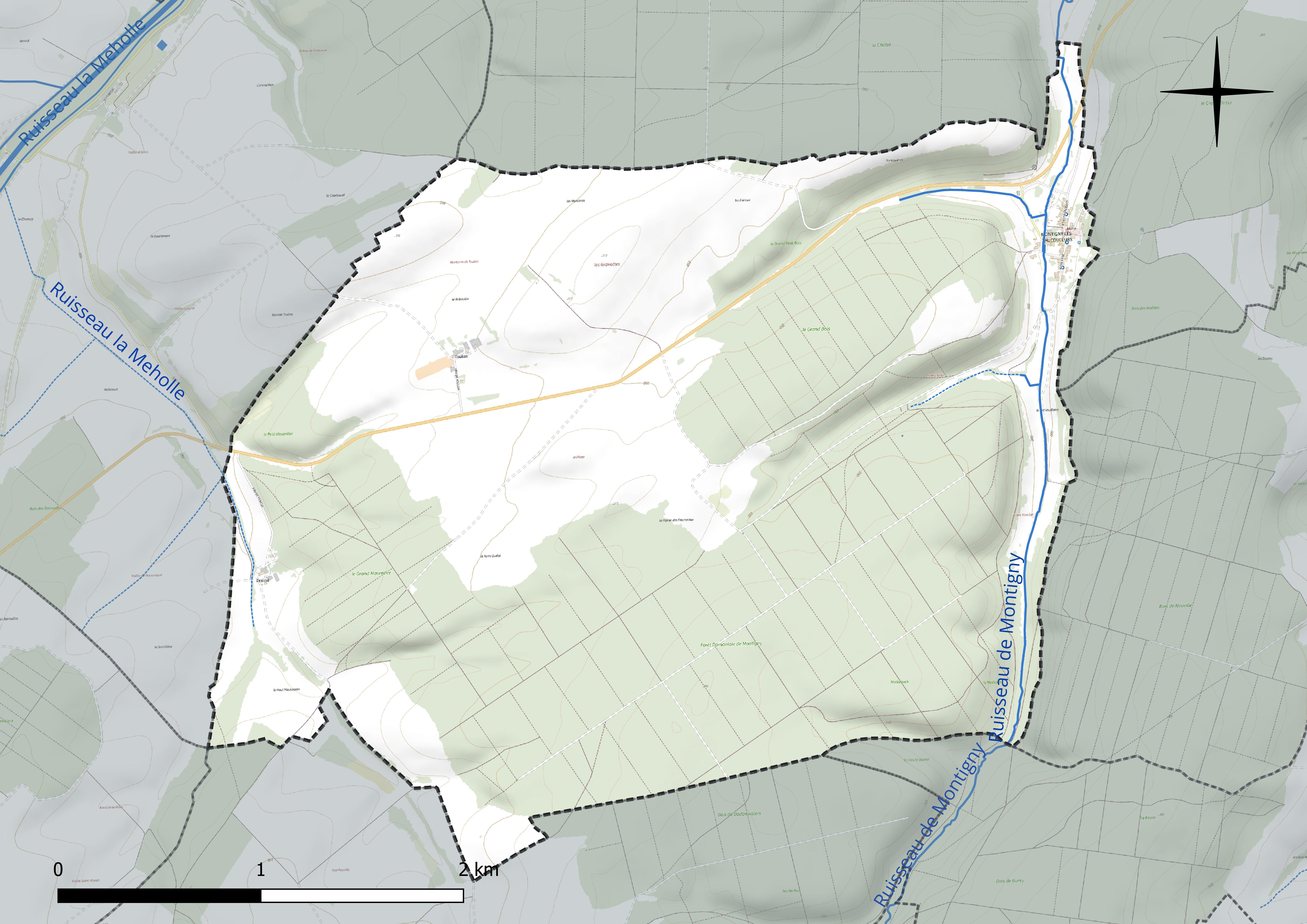
Réseau hydrographique de Montigny-lès-Vaucouleurs.

### Climat
Pour des articles plus généraux, voir Climat du Grand Est et Climat de la Meuse.
En 2010, le climat de la commune est de type climat de montagne, selon une étude du Centre national de la recherche scientifique s'appuyant sur une série de données couvrant la période 1971-2000. En 2020, Météo-France publie une typologie des climats de la France métropolitaine dans laquelle la commune est exposée à un climat océanique altéré et est dans la région climatique  Lorraine, plateau de Langres, Morvan, caractérisée par un hiver rude (1,5 °C), des vents modérés et des brouillards fréquents en automne et hiver. 
Pour la période 1971-2000, la température annuelle moyenne est de 9,4 °C, avec une amplitude thermique annuelle de 16,5 °C. Le cumul annuel moyen de précipitations est de 993 mm, avec 13,6 jours de précipitations en janvier et 9,6 jours en juillet. Pour la période 1991-2020, la température moyenne annuelle observée sur la station météorologique de Météo-France la plus proche, « Cirfontaines_sapc », sur la commune de Cirfontaines-en-Ornois à 23 km à vol d'oiseau, est de 10,4 °C et le cumul annuel moyen de précipitations est de 904,1 mm. 
La température maximale relevée sur cette station est de 40 °C, atteinte le 12 août 2003 ; la température minimale est de −19,6 °C, atteinte le 6 février 1963,,. 
Les paramètres climatiques de la commune ont été estimés pour le milieu du siècle (2041-2070) selon différents scénarios d'émission de gaz à effet de serre à partir des nouvelles projections climatiques de référence DRIAS-2020. Ils sont consultables sur un site dédié publié par Météo-France en novembre 2022.

## Urbanisme

### Typologie
Au 1er janvier 2024, Montigny-lès-Vaucouleurs est catégorisée commune rurale à habitat très dispersé, selon la nouvelle grille communale de densité à sept niveaux définie par l'Insee en 2022.
Elle est située hors unité urbaine et hors attraction des villes,.

### Occupation des sols
L'occupation des sols de la commune, telle qu'elle ressort de la base de données européenne d’occupation biophysique des sols Corine Land Cover (CLC), est marquée par l'importance des forêts et milieux semi-naturels (57,3 % en 2018), en diminution par rapport à 1990 (58,9 %). La répartition détaillée en 2018 est la suivante : 
forêts (57,3 %), terres arables (33,6 %), prairies (6,5 %), zones agricoles hétérogènes (2,7 %). L'évolution de l’occupation des sols de la commune et de ses infrastructures peut être observée sur les différentes représentations cartographiques du territoire : la carte de Cassini (XVIIIe siècle), la carte d'état-major (1820-1866) et les cartes ou photos aériennes de l'IGN pour la période actuelle (1950 à aujourd'hui).

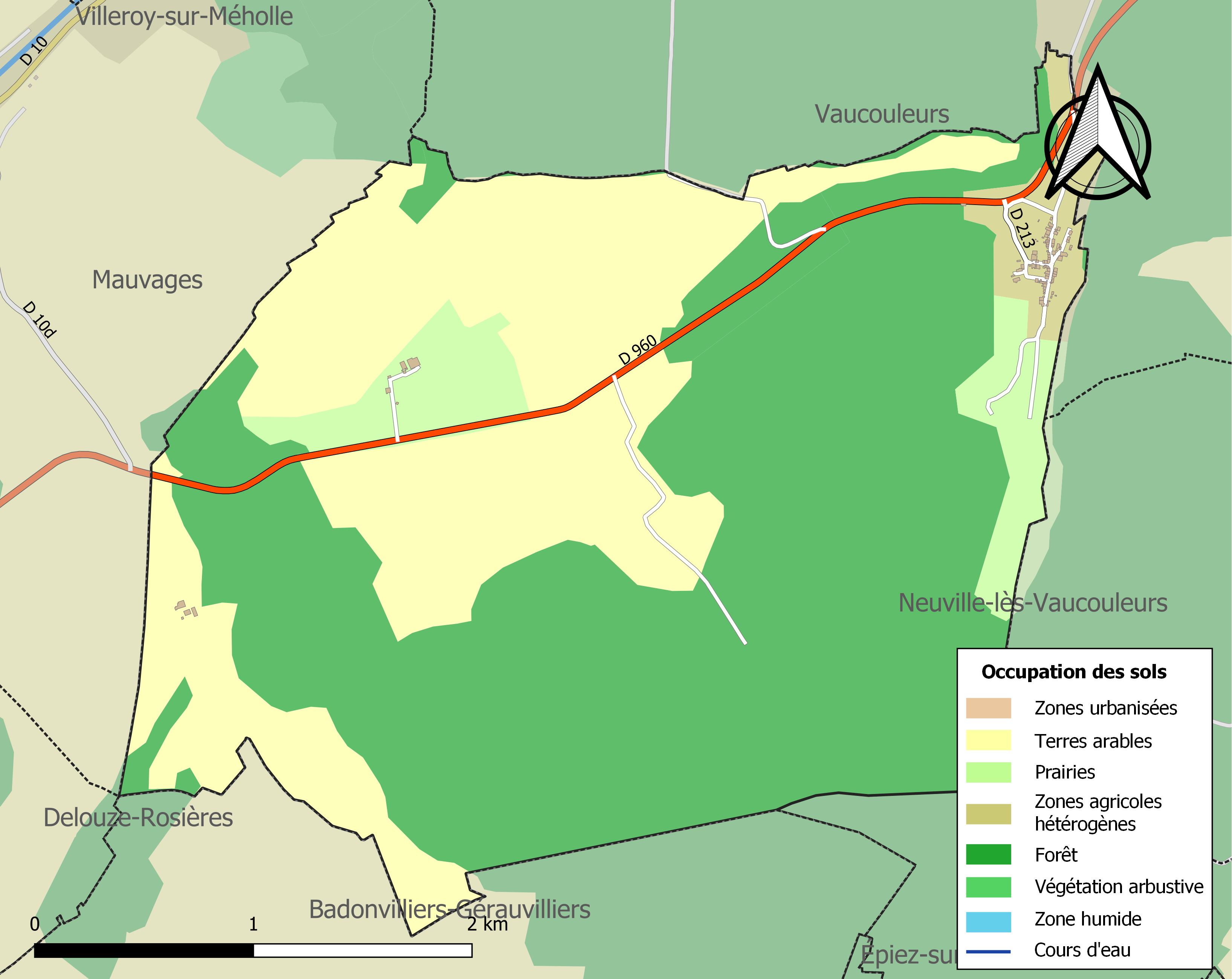
Carte des infrastructures et de l'occupation des sols de la commune en 2018 (CLC).

## Toponymie
Le nom de la localité est attesté sous les formes Montiniacum (1011) ; Montigney (1352) ; Montigneyum (1402) ; Montigni (1707) ; Montigny (1711).

La préposition « lès » permet de signifier la proximité d'un lieu géographique par rapport à un autre lieu. En règle générale, il s'agit d'une localité qui tient à se situer par rapport à une ville voisine plus grande. La commune de Montigny indique qu'elle se situe près de Vaucouleurs.

## Histoire
Au XVIIIe siècle, le village était connu pour ses faïenceries. Ainsi en 1738, il existait deux fabriques, celle de Mansuy Pierrot et celle de François Cartier.Au cours du XXe siècle, la rue Jeanne-d'Arc qui bordait ces établissements a été renommée rue des Faïenceries. Une maison a conservé les traces de ces ateliers sur le mur externe.
Au XXe siècle, un bar réputé était établi à Montigny : Chez Bébert. Celui-ci a fermé en 1997 avec le décès de son cafetier, Albert Potier.[réf. souhaitée]
En 1910, un bureau de bienfaisance a été créé.
En 1929, le village connaît pour la première fois le réseau électrique par une extension du réseau de la société électrique du Toulois.

## Population et société

### Démographie
L'évolution du nombre d'habitants est connue à travers les recensements de la population effectués dans la commune depuis 1793. Pour les communes de moins de 10 000 habitants, une enquête de recensement portant sur toute la population est réalisée tous les cinq ans, les populations de référence des années intermédiaires étant quant à elles estimées par interpolation ou extrapolation. Pour la commune, le premier recensement exhaustif entrant dans le cadre du nouveau dispositif a été réalisé en 2004.

En 2022, la commune comptait 77 habitants, en évolution de +18,46 % par rapport à 2016 (Meuse : −4,4 %, France hors Mayotte : +2,11 %).
| 1793 | 1800 | 1806 | 1821 | 1831 | 1836 | 1841 | 1846 | 1851 |
| ---- | ---- | ---- | ---- | ---- | ---- | ---- | ---- | ---- |
| 380  | 409  | 388  | 355  | 332  | 360  | 367  | 411  | 430  |

| 1856 | 1861 | 1866 | 1872 | 1876 | 1881 | 1886 | 1891 | 1896 |
| ---- | ---- | ---- | ---- | ---- | ---- | ---- | ---- | ---- |
| 352  | 383  | 327  | 317  | 313  | 275  | 258  | 254  | 225  |

| 1901 | 1906 | 1911 | 1921 | 1926 | 1931 | 1936 | 1946 | 1954 |
| ---- | ---- | ---- | ---- | ---- | ---- | ---- | ---- | ---- |
| 204  | 188  | 168  | 147  | 144  | 132  | 105  | 136  | 132  |

| 1962 | 1968 | 1975 | 1982 | 1990 | 1999 | 2004 | 2006 | 2009 |
| ---- | ---- | ---- | ---- | ---- | ---- | ---- | ---- | ---- |
| 121  | 106  | 96   | 94   | 85   | 76   | 76   | 78   | 75   |

| 2014 | 2019 | 2022 | - | - | - | - | - | - |
| ---- | ---- | ---- | - | - | - | - | - | - |
| 69   | 74   | 77   | - | - | - | - | - | - |

## Culture locale et patrimoine

### Lieux et monuments
- Église paroissiale Saint-André[24].
- Mairie-école (1828) due à l'architecte Joseph-Théodore Oudet[25].
- Égayoir (1826) par l'entrepreneur Maurice Roussel, sur les plans de Lerouge, architecte à Commercy.

### Personnalités liées à la commune
D'après la tradition, le village aurait fourni un cheval à Jeanne d'Arc pour accomplir sa mission.

### Héraldique
| Blason de Montigny-lès-Vaucouleurs | Blason  | Coupé : au 1er d'or à la truite d'azur, courbée en pal et allumée du champ, accompagnée de deux demi-monts rectilignes de sinople enflammés de gueules mouvants des flancs, au 2e de gueules à l'assiette d'argent chargée d'un orle d'azur et ornée d'une fleur de bleuet du même au bouton de sable. |
| Blason de Montigny-lès-Vaucouleurs | Détails | Blason composé par R.A. Louis adopté par la commune en novembre 2016. |